# G15

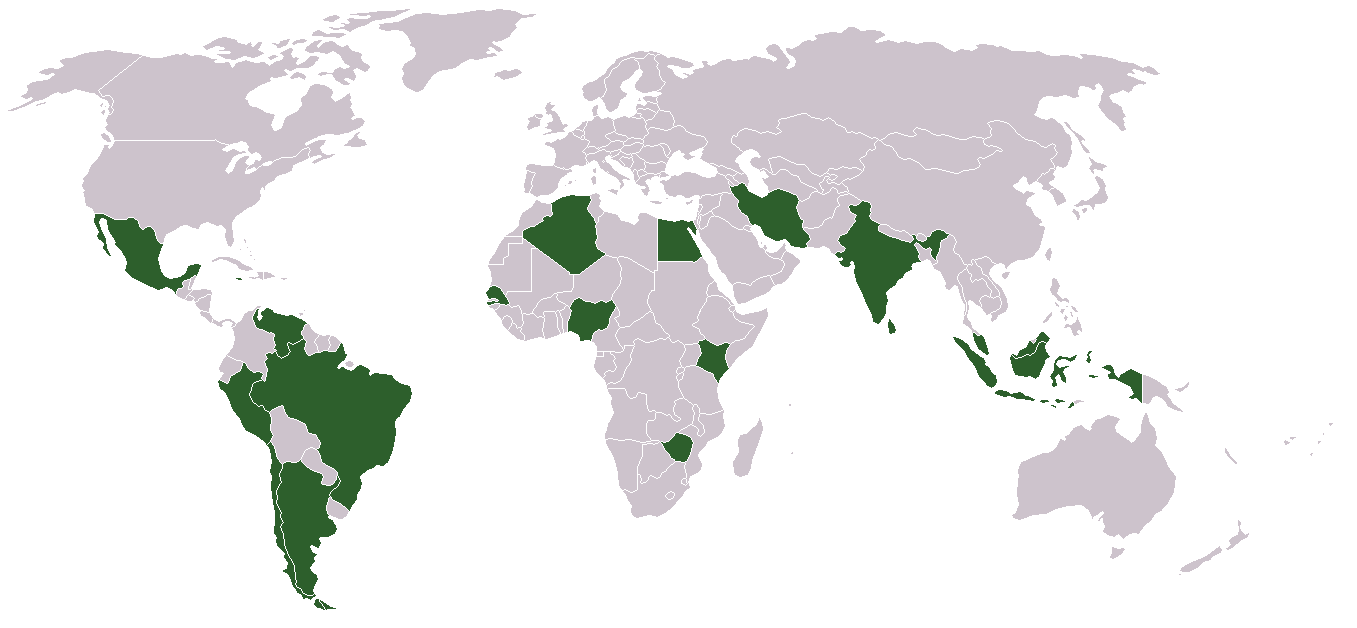
Länder der G15

Die G15 (Abkürzung für Gruppe der Fünfzehn) wurde am 4. September 1989 in Belgrad (Jugoslawien) gegründet anlässlich der neunten Konferenz der blockfreien Staaten. Sie sollte der Kooperation dieser Entwicklungsländer dienen und ihnen eine gemeinsame Stimme bei internationalen Gipfeltreffen verleihen, insbesondere bei denen der Welthandelsorganisation. Die Gruppe der Fünfzehn bestand aus Ländern aus Nordamerika, Südamerika, Afrika und Asien, die alle das Ziel eines verbesserten Wachstums und Wohlstands teilen. Die Arbeitsgrundsätze bezogen sich auf Kooperation der Länder auf den Gebieten der Investitionen, des Handels und der Technologie. Von Juni 2011 bis August 2018 gab es 17 Mitglieder, ohne dass sich der Name der Organisation geändert hat.

## Mitgliedsstaaten 2011–2018
| Kontinent         | Nord-/ Mittelamerika                                                   | Nord-/ Mittelamerika    |
| Staat             | Jamaika                                                                | Mexiko                  |
| ----------------- | ---------------------------------------------------------------------- | ----------------------- |
| Bevölkerung       | ca. 3 Mio.                                                             | ca. 128 Mio.            |
| Fläche            | 10.991 km²                                                             | 1.972.550 km²           |
| HDI-Rang          | 80                                                                     | 56                      |
| Staats- oberhaupt | König Charles III. vertreten durch Generalgouverneur Sir Patrick Allen | Claudia Sheinbaum Pardo |

| Kontinent         | Südamerika    | Südamerika                | Südamerika    | Südamerika     |
| Staat             | Argentinien   | Brasilien                 | Chile         | Venezuela      |
| ----------------- | ------------- | ------------------------- | ------------- | -------------- |
| Bevölkerung       | ca. 45 Mio.   | ca. 211 Mio.              | ca. 18 Mio.   | ca. 27 Mio.    |
| Fläche            | 2.780.400 km² | 8.514.215 km²             | 755.696 km²   | 916.445 km²    |
| HDI-Rang          | 46            | 73                        | 45            | 75             |
| Staats- oberhaupt | Javier Milei  | Luiz Inácio Lula da Silva | Gabriel Boric | Nicolás Maduro |

| Kontinent         | Asien            | Asien         | Asien                                        | Asien                    |
| Staat             | Indonesien       | Iran          | Malaysia                                     | Sri Lanka                |
| ----------------- | ---------------- | ------------- | -------------------------------------------- | ------------------------ |
| Bevölkerung       | ca. 240 Mio.     | ca. 80 Mio.   | ca. 28 Mio.                                  | ca. 20 Mio.              |
| Fläche            | 1.904.569 km²    | 1.648.195 km² | 329.758 km²                                  | 65.610 km²               |
| HDI-Rang          | 108              | 70            | 57                                           | 91                       |
| Staats- oberhaupt | Prabowo Subianto | Ali Chamene’i | Sultan Ibrahim Ibni Almarhum Sultan Iskandar | Anura Kumara Dissanayake |

| Kontinent         | Afrika                | Afrika               | Afrika       | Afrika       | Afrika                | Afrika             |
| Staat             | Ägypten               | Algerien             | Kenia        | Nigeria      | Senegal               | Simbabwe           |
| ----------------- | --------------------- | -------------------- | ------------ | ------------ | --------------------- | ------------------ |
| Bevölkerung       | ca. 101 Mio.          | ca. 32 Mio.          | ca. 54 Mio.  | ca. 215 Mio. | ca. 12 Mio.           | ca. 12 Mio.        |
| Fläche            | 1.001.449 km²         | 2.381.741 km²        | 580.367 km²  | 923.768 km²  | 196.722 km²           | 390.757 km²        |
| HDI-Rang          | 101                   | 84                   | 128          | 142          | 144                   | 169                |
| Staats- oberhaupt | Abd al-Fattah as-Sisi | Abdelmadjid Tebboune | William Ruto | Bola Tinubu  | Bassirou Diomaye Faye | Emmerson Mnangagwa |

## Bisherige Treffen
| Treffen | Zeitraum                       | Gastgeberland | Veranstaltungsort | Veranstalter          |
| ------- | ------------------------------ | ------------- | ----------------- | --------------------- |
| 1       | 1.–3. Juni 1990                | Malaysia      | Kuala Lumpur      |                       |
| 2       | 27.–29. November 1991          | Venezuela     | Caracas           |                       |
| 3       | 21.–23. November 1992          | Senegal       | Dakar             |                       |
| 4       | 28.–30. März 1993              | Indien        | Neu-Delhi         |                       |
| 5       | 5.–7. November 1995            | Argentinien   | Buenos Aires      |                       |
| 6       | 3.–5. November 1996            | Simbabwe      | Harare            |                       |
| 7       | 28. Oktober – 5. November 1997 | Malaysia      | Kuala Lumpur      |                       |
| 8       | 11.–13. Mai 1998               | Ägypten       | Kairo             |                       |
| 9       | 10.–12. Februar 1999           | Jamaika       | Montego Bay       |                       |
| 10      | 19.–20. Juni 2000              | Ägypten       | Kairo             | Husni Mubarak         |
| 11      | 30.–31. Mai 2001               | Indonesien    | Jakarta           |                       |
| 12      | 27.–28. Februar 2004           | Venezuela     | Caracas           | Hugo Chávez           |
| 13      | 14. September 2006             | Kuba          | Havanna           | Raúl Castro           |
| 14      | 15.–17. Mai 2010               | Iran          | Teheran           | Mahmud Ahmadinedschad |
| 15      | 2012                           | Sri Lanka     | Colombo           | Mahinda Rajapaksa     |